# Akalat d'Abbott
Malacocincla abbotti
Espèce
Statut de conservation UICN

 LC  : Préoccupation mineure
L'Akalat d'Abbott (Malacocincla abbotti Blyth, 1845) est une espèce de passereau appartenant à la famille des Pellorneidae.
Le nom de l'espèce commémore William Louis Abbott (1860-1936), naturaliste et collectionneur américain.

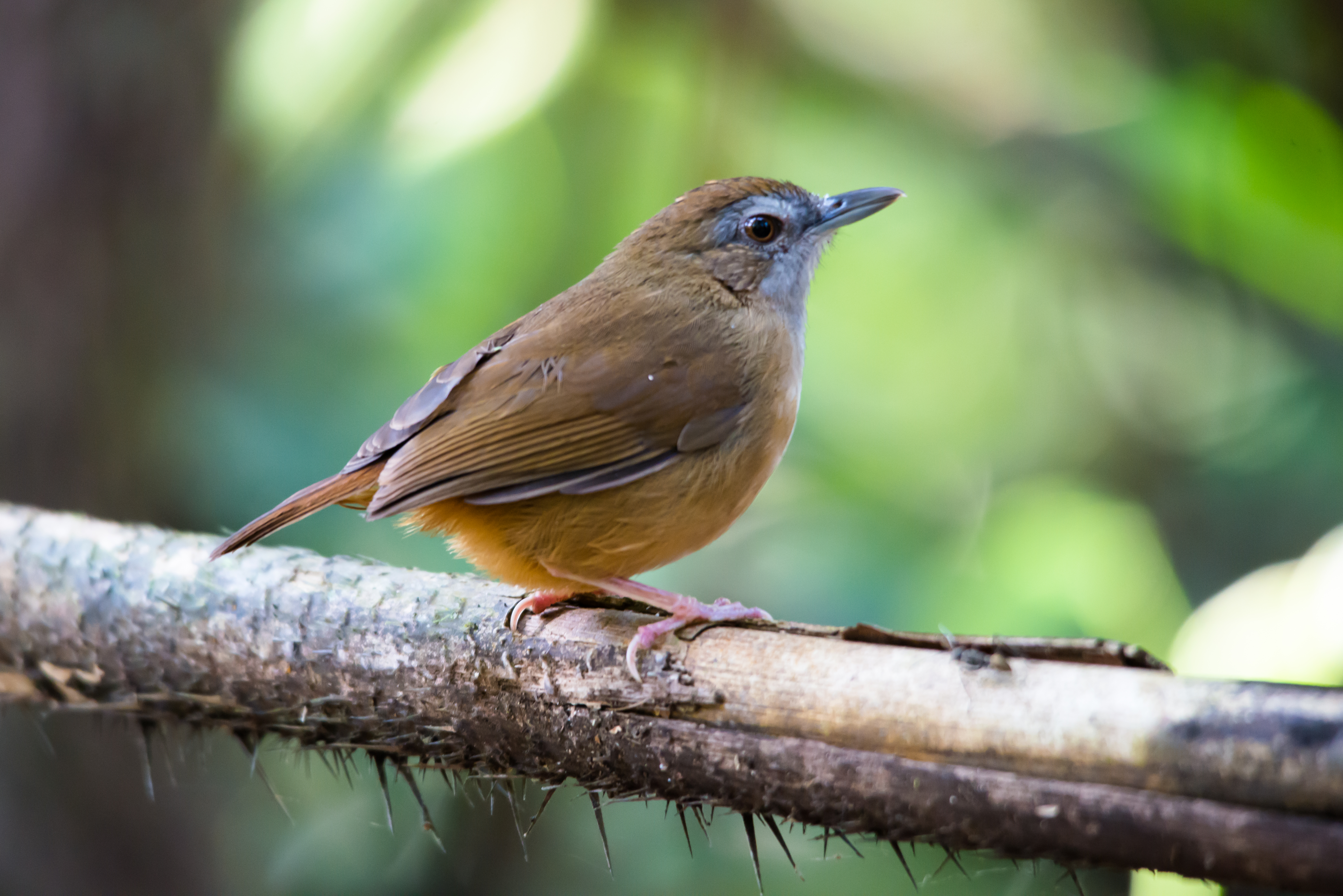
Un akalat d'Abbott au parc national de Khao Yai.

## Répartition et sous-espèces
Selon la classification de référence du Congrès ornithologique international (14.2, 2024) :
- Malacocincla abbotti abbotti Blyth, 1845 — de l'est de l'Himalaya à travers l'Indochine ;
- Malacocincla abbotti krishnarajui Ripley & Beehler, 1985 — Ghats orientaux ;
- Malacocincla abbotti williamsoni Deignan, 1948 — de l'est de la Thaïlande au sud du Viêt Nam ;
- Malacocincla abbotti obscurior Deignan, 1948 — sud-est de la Thaïlande, Ko Kut ;
- Malacocincla abbotti altera (Sims, 1957) — centre du Laos et du Viêt Nam ;
- Malacocincla abbotti olivacea (Strickland, 1847) — sud de la péninsule Malaise et Sumatra ;
- Malacocincla abbotti concreta Büttikofer, 1895 — Belitung ;
- Malacocincla abbotti baweana Oberholser, 1917 — Bawean.